# Мефодий (Аронис)
Митрополит Мефодий (греч. Μητροπολίτης Μεθόδιος Αρώνης; XIX век, Измир — 18 февраля 1897, Митилини) — епископ Константинопольской православной церкви, митрополит Митилинский (1867—1876 и 1893—1897).

## Биография
Родился в городе Смирне (предки происходили из Наксоса).
Был преподавателем в Смирне и протосинкеллом в Митилинской митрополии.
12 ноября 1867 года в Георгиевском кафедральном соборе на Фанаре был рукоположён в сан епископа и возведён в достоинство митрополита Митилинского. Хиротонию совершили: патриарх Константинопольский Григорий VI, митрополит Кизический Никодим, митрополит Драмский Агафангел (Схолариос), митрополит Видинский Паисий, митрополит Хиосский Григорий (Павлидис), митрополит Эдесский Никодим (Константинидис), митрополит Корчинский Неофит (Кекезис), митрополит Филиппопольский Панарет (Мишайков), митрополит Созоагафопольский Прокопий, митрополит Месимврийский Софроний и митрополит Дриинупольский Матфей (Петридис).
28 января 1876 года назначен митрополитом Кесарийским, а 12 мая 1878 года — митрополитом Дидимотихским.
30 апреля 1893 года вновь назначен управляющим Митилинской митрополией.
Скончался 18 февраля 1897 года в Митилини.